# Schwefeldicyanid
Schwefeldicyanid ist eine anorganische, chemische Verbindung mit der Formel S(CN)2. Es ist einer der ersten Vertreter der Dicyansulfane Sx(CN)2, welche auch das Thiocyanogen ((SCN)2) umfasst, und höhere Polysulfane bis S4(CN)2.

## Geschichte
Es wurde zuerst 1828 von Jean Louis Lassaigne durch die Reaktion von Silbercyanid und Schwefeldichlorid dargestellt.  Später entdeckte Eduard Linnemann, das sich Schwefeldicyanid auch aus Silberthiocyanat und Iodcyan herstellen lässt. Linnemann entdeckte ebenfalls, das Schwefeldicyanid mit Ammoniak nach der Pinner-Reaktion ein Amidin ergibt, ohne die S–C Bindung zu ersetzen, obwohl Dimethylamin eine Zersetzung zu Dimethylcyanamid und Dimethylammoniumthiocyanat verursacht.

## Eigenschaften

### Physikalische Eigenschaften
Nach der Röntgenkristallografie ist das Molekül planar gebaut, mit einem S-C-S Winkel von 95.6°.

### Chemische Eigenschaften
Schwefeldicyanid beginnt bei 30–40 °C zu sublimieren und schmilzt ab 60 °C.  Unter einer Inertatmosphäre zersetzt es sich langsam zu einem gelben Polymer, bei steigender Temperatur zersetzt es sich schneller, auch bereits bei Raumtemperatur.  Schwefeldicyanid ist instabil in Säure, es disproportioniert zu Thiocyanat, Cyanat, Hydrogensulfat und Cyanid, in neutralen Lösungen zersetzt es sich zu Thiocyansäure und Cyansäure. Stabile Lösungen sind in vielen organischen Lösungsmitteln möglich.